# Sphegina quadrisetae
Sphegina quadrisetae är en tvåvingeart som beskrevs av Huo och Ren 2006. Sphegina quadrisetae ingår i släktet midjeblomflugor, och familjen blomflugor. Inga underarter finns listade i Catalogue of Life.